# Raphaela Porsch
Raphaela Porsch (* 1979) ist eine deutsche Didaktikerin und Hochschullehrerin an der Universität Vechta.

## Leben und Wirken
Porsch studierte von 2001 bis 2006 Anglistik/Amerikanistik und Grundschulpädagogik an der Humboldt-Universität zu Berlin. Dort legte sie 2006 ihr Erstes Staatsexamen für das Lehramt an Grund-, Haupt-, Real- und Gesamtschulen ab. 2009 wurde sie mit der von Olaf Köller betreuten Schrift Schreibkompetenzvermittlung im Englischunterricht in der Sekundarstufe I zur Dr. phil. im Fachbereich Erziehungswissenschaften promoviert. Nach dem anschließenden Referendariat in Münster legte sie 2012 in Nordrhein-Westfalen das Zweite Staatsexamen ab. Anschließend war sie an der TU Dortmund als wissenschaftliche Mitarbeiterin an den Lehrstühlen von Wilfried Bos und von Renate Hinz tätig. Im Februar 2014 trat sie eine Stelle als Akademische Rätin auf Zeit am Institut für Erziehungswissenschaft, Arbeitsbereich „Schulpädagogik und Allgemeine Didaktik“ bei Ewald Terhart an der Universität Münster an. 
Nach einer Lehrstuhlvertretung an der Universität Oldenburg schloss sie 2018 an der Universität Münster ihr Habilitationsverfahren ab und erhielt mit der Schrift Fachfremdes Unterrichten in Deutschland die Venia Legendi für das Fach Erziehungswissenschaft mit dem Schwerpunkt „Schulpädagogik/Schul- und Unterrichtsforschung“. Anschließend trat Porsch 2019 eine Professur an der Universität Magdeburg an. Zum 1. Oktober 2024 nahm sie einen Ruf der Universität Vechta an. Dort hat sie seitdem den ordentlichen Lehrstuhl für Schulpädagogik und Allgemeine Didaktik inne.
Porschs Forschungsschwerpunkte liegen im Bereich der Allgemeinen Didaktik, der Schul- und Unterrichtsforschung, der LehrerInnenbildung, der Professionsforschung und der Fremdsprachenforschung. Unterschwerpunkte bilden hier vor allem Lehrkräftemangel und dessen potentielle Beseitigung durch Quer-/Seiteneinstieg oder Studierende als Vertretungslehrkräfte. Darüber hinaus widmet sie sich der Bildung digitaler Kompetenzen von Lehrkräften. Außerdem untersucht sie die Auswirkungen von fachfremdem Unterrichten; gemeinsam mit Linda Hobbs leitet sie verschiedene diesbezügliche universitätsübergreifende Netzwerke.